# 撞角

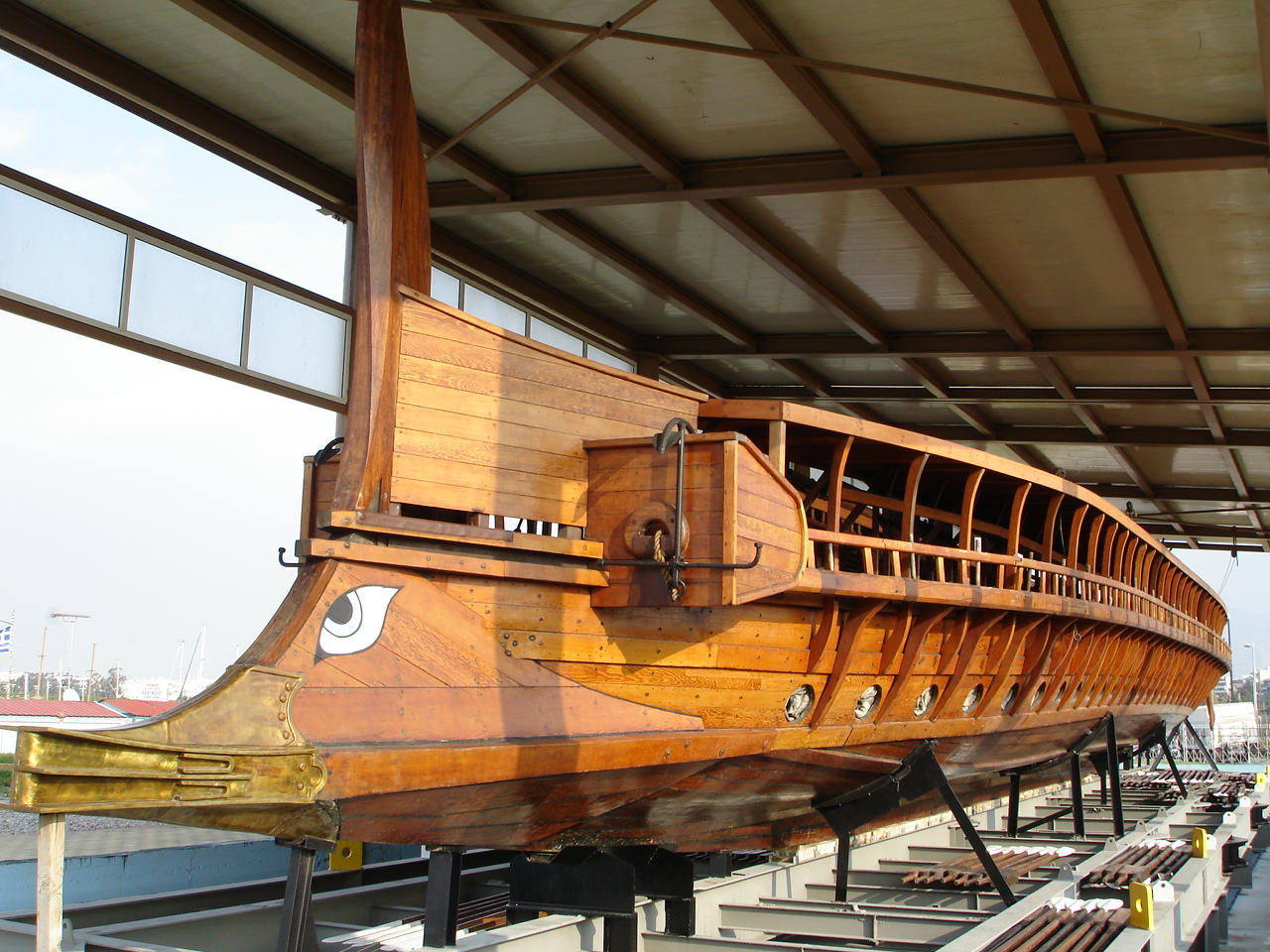
一艘现代复原的古代雅典三层浆战船，舰艏配备了鳍式撞角

撞角，又名冲角，是一种海战武器，安装在军舰上，对敌舰实施撞击战术。
撞角曾经在古代海军舰艇上得到普遍应用。随着舰载火炮的发展，撞角开始没落。十九世纪的铁甲舰时代初期，因当时的舰载火炮难以有效破坏铁甲，撞角一度得到短暂的复兴；然而随着后膛速射炮的兴起，撞角最终在二十世纪初销声匿迹。不过虽然后世的军舰取消了撞角，撞击依然是一种屡见不鲜的战术。

## 古代
古希腊和古罗马时代的军舰大多装备撞角，并且在萨拉米斯战役、亚克兴战役等海战中进行运用。罗马从建立其海军起，就要求积极运用撞角攻击敌人。古地中海国家很少装备风帆军舰，多是利用人力划桨；而要实施撞击战术，既要求战船能快速而准确地向敌舰进行精确的撞击，又要求能迅速脱离，以免己方战船被拖带着沉入水里，故此更是强化了对划桨战船的需求。其中又尤以雅典人的快速撞击战术而知名。
目前有记录可考的最早的撞角的应用是公元前535年的阿拉利亚海战。不过根据出土的希腊的陶器、珠宝上的图案，以及亚述的壁画、浮雕来看，撞角的实际发明时间应该更早。
最早的撞角外形尖锐，经过长期的发展，撞角不再是在敌船船身上戳一个洞，而是给敌船全力一击，撞裂开船身木板的接缝。伯罗奔尼撒战争开始，鳍式撞角开始大量应用。这种撞角沿中轴线两边各有三片水平方向的鱼鳍式铜片，既可以在相对较小的接触范围内给予敌船打击，又不会插入敌船船体内过深。古代木质舰船的船壳都是用一块块长条形的木板平行放置，互相之间用榫卯结构等方式紧密贴合。当被这种鳍式撞角以大角度命中时，撞击点处就可能会产生长达数米的裂缝。撞击对己方战船同样会造成一个很大的垂直方向的冲击力。为了防止在撞击敌船、或者撞角被扯掉时己方战船也被开膛破肚，安装金属撞角的木材自成一体，与战船本体分离。
1980年在Atlit出土的一具撞角就是其中一个例子。对阿特里特撞角的木材的碳-14定年结果表明，这具撞角的建造时间大概在公元前530-270年之间。长226厘米，宽76厘米，最大高度96厘米，重465公斤。撞角的主要成分是铜，以及9.78%的锡，还有痕量的铅等其他物质。不过阿特里特撞角虽然重将近半吨，这依然只是配备给中小型战船之用；大型战船使用的撞角往往重达数吨。
撞角同样影响了战船的设计。战船要执行撞击的指令，需要拥有足够的速度。在划桨战船时代这意味着战船需要更多的划桨手，因此古代地中海从单层桨战船逐渐发展到三层桨战船；为了减少船体的阻力，进一步提高速度，削减宽度，拉长舰体，部分战船外形甚至达到了10:1的长宽比。有攻就有防，一些大型战船会在水线附近添加附加木板，为对抗撞击提供额外的防护。
大多数木壳战船挨了撞之后，要么瘫痪在现场，要么顺水漂流，很少会因为撞击进水而直接沉没。尽管如此，船只大量进水后，阻力会迅速增大，极难靠划浆移动。
撞角的设计以及撞击战术的实施的一个重要原则就是要让己方战船可以快速停下并且后退，从而避免敌方士兵在遭到撞击后跳帮作战。大航海时代以来帆船逐渐取代了划桨船，而使用风帆不管是停船还是后退都不如人力划桨来得容易控制，故此撞角逐渐衰退。风帆战争时代早期多用跳帮和纵火船纵火的方式作战，到17世纪火炮的应用逐渐增多，却罕有撞击的战例。1571年的勒班陀戰役中，天主教联军统帅唐·胡安就下令各舰长锯掉撞角，为舰艏火炮提供更大的射角，方便在与敌军迎面交战时以火炮对敌舰进行压制。

## 蒸汽时代

### 重提撞角
撞角的再次复兴要等到十九世纪中期。海军舰艇开始逐渐采用蒸汽动力系统，这比起风帆动力能为舰艇提供更快的速度、以及更好的机动性，撞击再次成为一种可行的攻击手段。早在1840法国海军将领尼古拉-伊波利特·拉布鲁斯就提出了建造蒸汽动力的撞击舰的构想；而1860年，法国海军设计师亨利·迪普伊·德洛姆也设计出了一艘带有撞角的蒸汽军舰。
在1860年前后的时间点，复兴撞角的思潮背后，是当时的舷侧装甲的防护能力压倒了舰载火炮的攻击能力的情况。当时的流行观点认为以现有的舰载火炮，哪怕是在极近距离也无法对包覆铁甲的敌舰造成实质性的打击。要想能在海战中杀伤敌舰，就有必要寻找火炮之外的攻击手段。而根据相同的理论，拥有铁甲的撞击舰可以无惧于敌方的炮火而发起撞击。受这种理论影响，在此后一段时间设计的蒸汽战列舰的主要攻击手段就是其舰艏撞角，极端者如德洛姆主持设计的法国铁甲舰托罗号，就宣称“火炮的唯一用途就只是用来为撞击开路”。
近代铁甲舰时代的撞角选用铁或钢，经锻造成型，以镶配的方式安装在军舰舰艏。有的军舰的撞角采用可更换的设计，可以迅速进行修补或者更换新的撞角。撞击时己方同样有可能遭受损伤，因此在撞击前都要对脆弱部位进行加强，防止水管等设备受损破裂。撞击的位置优先选择敌舰前部舷侧靠近锚床处，因为这个位置由于结构的原因通常无法设置侧舷装甲，比较脆弱。己方军舰选择从侧前方或侧后方撞击，得手后立即倒车脱离。此外，实施撞击或准备迎接撞击时还经常会组织人手进行跳帮作战。

### 南北战争

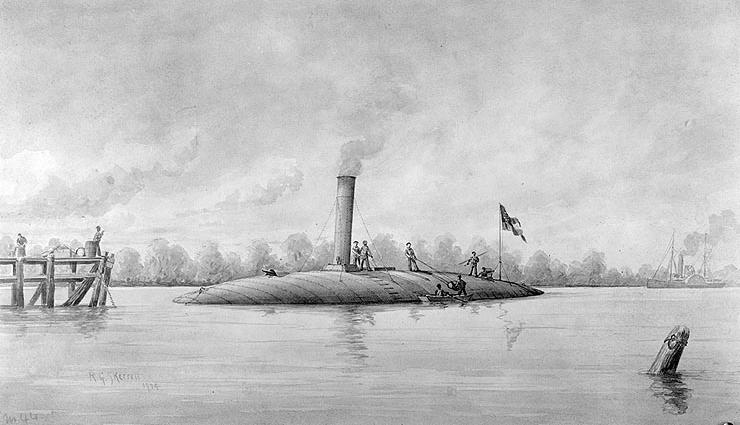
南北战争中南军铁甲撞击舰马纳萨斯号铁甲舰，外形低矮，干舷几乎贴着水面

美国工程师查尔斯·埃利特在克里米亚战争期间作为观察员前往俄国，他认为利用蒸汽军舰进行撞击的想法大有可为。1861年南北战争爆发，1862年联邦军（北军）海军成立了一支撞击舰队，陆续购买了9艘蒸汽明轮船并改装为撞击舰。这批撞击舰因来源混杂，故此大小、外形、动力系统各不相同，共通之处就是舰上仅装备了少量武器（通常为一到两门12磅榴弹炮，或者24磅滑膛炮）；舰艏用木材进行额外的加固；舰体也进行加固以吸收冲击。此外这些撞击舰还比北军的木壳内河炮舰速度要快一些。邦联军（南军）也组织起了自己的内河舰队，除了铁甲浅水重炮舰外还有木壳撞击舰。
1862年4月24日，北军大举进攻新奥尔良。南军在流经新奥尔良的密西西比河的两端设置了两座要塞，即西岸的杰克逊要塞和东岸的圣菲利普要塞，共有128门火炮守卫着城市。此外南军还有铁甲舰马纳萨斯号和10艘木制炮舰扼守上游；另外尚未完工的铁甲舰路易斯安那号也系留在当地充当浮动炮台。24日深夜2时，戴维·法拉格特海军准将率领北军炮舰试图强行突破要塞的炮台。见北军成功冲破了杰克逊要塞的封锁线，马纳萨斯号赶来拦截，试图撞击北军的蒸汽明轮巡防舰密西西比号和机帆船布鲁克林号，不过没造成什么损伤。接着北军在圣菲利普要塞处闯关，伐楼那号一马当先，半途南军路易斯安那临时海军（Louisiana Provisional Navy）的摩尔总督号杀出来试图撞击伐楼那号。北军炮舰报以猛烈的炮击，迅速对摩尔总督号造成了大量人员伤亡。混乱中3艘南军撞击舰突然从烟雾中冲了出来，向北军炮舰高速冲刺，然而均在北军火炮的密集打击下或搁浅或受重创，并没有成功实施撞击。此时摩尔总督号船长下令给锅炉浇油，加大马力，然后向伐楼那号撞击，同时用前部火炮炮击伐楼那号。摩尔总督号的第二发炮弹瘫痪了伐楼那号的前部火炮。随后摩尔总督号倒车，并再次对同一处位置实施第二次撞击。伐楼那号挣扎着驶向岸边试图抢滩搁浅，但紧接着南军又一艘撞击舰石墙杰克逊号赶来发动了致命一击，将伐楼那号击沉在江边。几分钟后北军其他炮舰横扫了江面，摩尔总督号起火沉没，而石墙杰克逊号也受到重创弃舰。此役北军成功突破了封锁线，截断了南军军舰的退路。战斗中南军撞击舰的表现不俗，成功击沉了铁甲舰，但实战经验也表明撞击舰在敌军炮火面前非常脆弱。
同年5月10日，北军舰队驻扎在皮洛要塞外围，掩护臼炮艇（Mortar Boat）炮击要塞。南军内河防御舰队（River Defense Fleet）司令詹姆斯·蒙哥马利海军上校率领8艘撞击舰前来支援要塞。北军被打了个措手不及，驻守在下游的北军辛辛那提号没来得及升火完毕就挨了南军的撞击舰布拉格将军号的撞击，右舷受创。辛辛那提号则在极近距离上以侧舷火力拼命射击，布拉格将军号受重创漂向下游去。接着南军的斯特灵·普莱斯将军号撞击了辛辛那提号舰艉，破坏了推进轮。这时稍上游一点的其他北军铁甲舰赶了过来，对布拉格将军号进行射击，迫使其退出战斗。差不多同一时间南军凡·多恩将军号再次撞击辛辛那提号，造成重创；同时以其32磅炮瘫痪了一艘北军臼炮艇。另一边南军萨姆特号冲向铁甲舰北军芒德城号，随后凡·多恩将军号又补了一记撞击，芒德城号大量进水坐沉。稍迟一些，北军铁甲舰本顿号和卡龙德莱特号也进入了战场，前者对着南军洛维尔上校号开火，而后者则成功击中萨姆特号锅炉，引发了大爆炸，萨姆特号舰上死伤惨重。南军的撞击舰队见北军已经完全反应过来，不想多作纠缠，遂自行退去。历时40分钟的交战中，两艘北军铁甲舰沉没，代价是3艘南军撞击舰重伤。表面上南军取胜，但北军很快把两艘铁甲舰又打捞起来进行了修复。
1862年6月6日，两军在孟菲斯再度交手。这次南军还是上次的8艘撞击舰，修复之后全部投入战斗；而北军则是5艘铁甲舰为前锋，后面跟着5艘自己的撞击舰。当两军进入交战距离后，北军铁甲舰全部转向，以侧舷开始炮击；后面的撞击舰从中穿过疾驶而去。南军则是分成两列进行迎击。北军撞击舰西方女王号撞上了洛维尔上校号，后者当即大量进水。南军博勒加德将军号则撞击了西方女王号左舷，撞坏了左侧推进轮，迫使西方女王号退走。博勒加德将军号实施撞击后一度停在战场中间，北军君主号趁势直冲过来。萨姆特将军号连忙调转过来试图解救友舰，不想君主号从两舰之间溜了过去，反而让萨姆特号和博勒加德将军号撞在了一起。北军铁甲舰趁机对博勒加德将军号集中射击，击中了博勒加德将军号的锅炉，舰上发生爆炸。不久杰弗·汤普森将军号也中弹爆炸。剩下的南军撞击舰见势不妙试图撤出战斗，但北军铁甲舰追了上去，将其逐艘击沉，仅有凡·多恩号得以幸免，逃回维克斯堡。此战木制军舰在密集的炮击面前其脆弱性显露无疑，同时表明撞击舰亟需增添火炮。孟菲斯一役过后，南军再也无力在密西西比河组织起大规模的水面舰队。
到了1863年，密西西比河流域已经难觅南军踪影，北军的撞击舰也就无用武之地。北军于是把一部分撞击舰改作为炮舰，炮击沿岸南军，而不再负责与敌舰交战。

### 兴起
南北战争的战例吸引了众多军方和设计人员的注意。撞角支持者德罗姆所设计的托罗号在1863年下水，其预定的作战目标是处于系泊状态或者狭窄海峡的敌方大型军舰，为此舰艏配备了撞角。

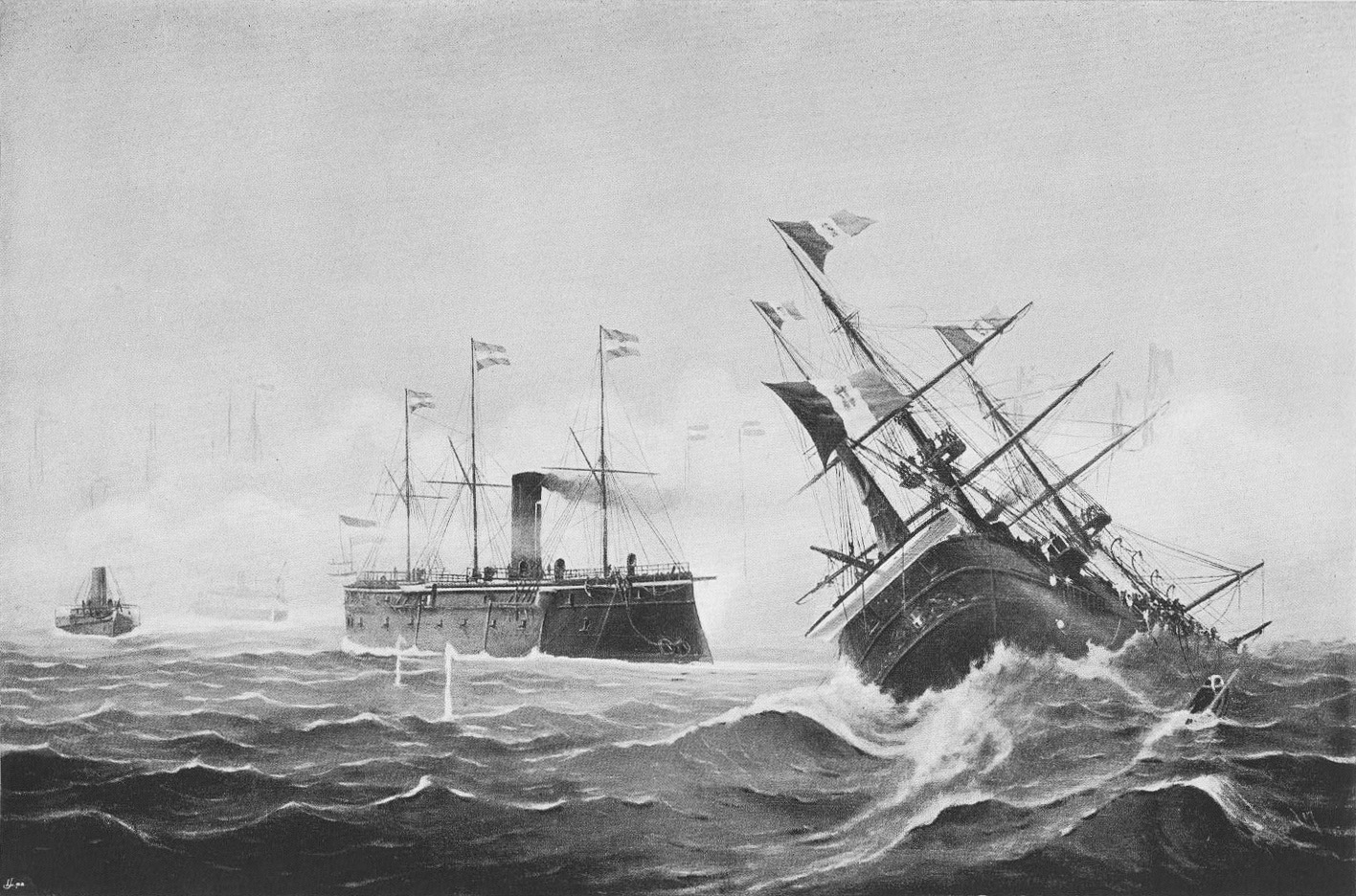
一幅描绘利萨海战的画作。图中意军意大利国王号在遭受奥军斐迪南·马克思大公号撞击后翻沉

不同于南北战争期间双方在狭窄的内河航道内实施撞击，1866年的利萨海战则是发生在海上，并且此战撞沉的不是木壳军舰，而是铁甲舰。奥地利舰队趁着意大利人的机动失误，直接突击发起近距离的战斗。奥军风帆战列舰皇帝号撞击了意大利铁甲舰葡萄牙国王号。但皇帝号这一击撞偏了，没能给葡萄牙国王号多少实质性打击，反而在脱离前挨了葡萄牙国王号的轻型火力的一轮猛攻。意军专为撞击而设计的铁甲撞击舰深潜号（Affondatore）两度试图撞击皇帝号，但两次都没有成功，反而是其火炮对皇帝号造成了杀伤。差不多同一时间，奥军铁甲舰斐迪南·马克思大公号也冲进了敌阵，在近距离击毁了意军铁甲舰意大利国王号的推进轮，使得意大利国王号进退失据。斐迪南·马克思大公号当即抓住机会对后者进行撞击。前两次的撞击角度都太偏，没能造成有效伤害；第三次撞击时终于在后者左舷舰身撞出了一个大洞，海水随即涌入舰内，意大利国王号开始下沉。斐迪南·马克思大公号得手后立即倒车撤离，本身并没有受到太大损伤。
利萨海战奥军的表现使得各国都对撞击战术重视了起来，此后大中型军舰都安装了撞角。英国设计师乔治·伦道尔就是撞击战术的忠实支持者，他根据利萨海战的经验，带头设计了不少带撞角的小型军舰，认为这种廉价的撞击军舰拥有高航速，外形低矮，不易中弹，可以对铁甲舰造成有效威胁。他的设计受到了不少海军经费拮据的国家的青睐，其中之一就是清朝北洋水师所订购的超勇級巡洋艦（时称快碰船）。不过超勇级最早的有据可考的图纸上并没有撞角。有学者猜测这有可能是因为撞角增大了阻力，故而设计师在前部临时安装一个保型舰艏，作战前再拆下。

### 再次衰落
根据利萨海战经验所总结出的以小博大、消灭敌方铁甲舰的战术思想很长时间都只是一种设想，直到1894年爆发的甲午战争才有机会接受检验。战争双方的主要军舰均装备了撞角，然而并没有任何一艘主要军舰是受到敌军撞击而损失。黄海海战一役，中国的两艘撞击巡洋舰超勇、揚威两舰自始至终都没能找到机会拉近距离对日舰实施撞击，反倒是在日军第一游击队强大的速射火力下双双遭受重创而损失。
撞角虽然没能在战斗中发挥预期的作用，在非作战时反而屡次“击沉”己方舰艇。这种尴尬的“战例”之一是1891年一艘英国客轮乌托邦号，在直布罗陀试图穿过停泊在港内的英国海军战舰时，因为突发强风而被吹向前无畏舰安森号的舰艏撞角。乌托邦号当即沉没，船上562名乘客以及两名英军救援人员不幸遇难。不光是民船，拥有厚重防护的军舰同样不能幸免于难。1893年英国海军在地中海进行例行训练时，前无畏舰坎帕当号就一头撞上了友舰维多利亚号，导致后者迅速沉没。十多年后的日俄战争时又发生了一起严重的误伤事故。1904年日本海军的装甲巡洋舰春日在夜间航行时，因为浓雾而撞上了队列前面的防护巡洋舰吉野，导致吉野号机舱进水，发生倾覆，沉于旅顺附近海面。。
军舰安装撞角后会降低航速，而撞角在实战中又并不如人意，各国海军纷纷拆除了军舰上的撞角。如日本海军就在吉野号的相关事故后取消了全部在建军舰上的撞角。而英国从無畏號开始新造的无畏舰也全部从一开始就没有设计撞角。

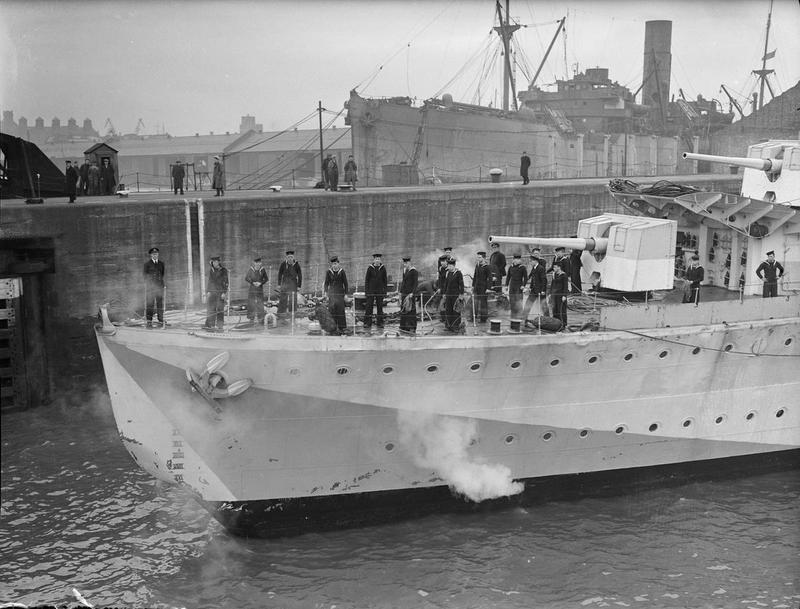
英国驱逐舰赫斯帕洛斯号驱逐舰撞击了德国潜艇UC-357号潜艇后的情况。赫斯帕洛斯号自身也因为撞击的损伤而需要修理三个月

## 无撞角的撞击
二十世纪以来虽然各国海军都逐渐废除了撞角，但在合适的场合还是会让军舰进行近距离撞击的。第一次世界大战日德兰海战时，德国无畏舰拿骚号就试图撞击英国驱逐舰喷火号。拿骚号的这次撞击并没有得到什么战果：喷火号开足马力转向，躲过了致命一击，并乘机逃脱。
第一次世界大战期间的1914年，英国轻巡洋舰伯明翰号撞击了德国U潜艇U-15号，把U-15拦腰撞成两截，成为军舰首次击沉潜艇的战例。1915年3月18日，德国U-29号从无畏号的正前方出现，伏击了旁边的英军战列舰涅普頓號。无畏号立即加速进行撞击，当场将U-29撞沉。这次撞击成为整次一战中战列舰对潜艇取得的唯一一个战果。
第二次世界大战期间，同样有很多撞击潜艇的战例。1943年美国驱逐舰博利号在追击德国潜艇U-405号实施了撞击。博利号的撞击虽然有点偏，但还是重创并最终击沉了U-405号。甚至更小的军舰也能对潜艇进行撞击：日本潜艇伊-1就是在遭到鱼雷艇撞击后搁浅而损失。
对于无武装商船来说，其自身面对潜艇时撞击往往也是唯一的反击手段。一战时就有一些商船在情况合适时试图撞击潜艇。这方面的一个成功例子是1917年法国轮船莫里哀号（Molière）撞沉了UC-36号潜艇。二战时英国油轮（SS Ensis）撞击了U-46号；U-46号幸免于难，但还是要回港进行修理。